# اندیس گود کول واری
گود کول واری یک اندیس فلزی است که در حوالی شهر دهج استان کرمان قرار دارد و مادهٔ معدنی موجود در آن، مس است.  